# 小澤亮太 (サッカー選手)
小澤 亮太（おざわ りょうた、2002年12月20日 - ）は埼玉県出身のサッカー選手。Jリーグ・レノファ山口FC所属。ポジションはMF。

## 来歴
昌平高校ではFW小見洋太、MF須藤直輝と同期で、2020年には須藤と共にU-18日本代表候補合宿に招集された。また、第99回全国高等学校サッカー選手権大会では優秀選手に選ばれ、翌年のFUJIFILM SUPER CUP 2021 NEXT GENERATION MATCHでも日本高校サッカー選抜チームの先発メンバーに名を連ねた。
日本体育大学でもU-20日本代表候補合宿にも招集されたが、2年次に脛を骨折し1年間をリハビリに費やす形となる。
2024年7月にレノファ山口FC加入内定が発表され、特別指定選手に指定。2025JリーグYBCルヴァンカップ2回戦・鹿島アントラーズ戦でプロ初ゴールを挙げた。

## 所属クラブ
- 1FC川越水上公園
- 昌平高校
- 日本体育大学
- 2025年 -  レノファ山口FC

## 個人成績
| 国内大会個人成績 | 国内大会個人成績 | 国内大会個人成績 | 国内大会個人成績 | 国内大会個人成績 | 国内大会個人成績 | 国内大会個人成績 | 国内大会個人成績 | 国内大会個人成績 | 国内大会個人成績 | 国内大会個人成績 | 国内大会個人成績 |
| 年度             | クラブ           | 背番号           | リーグ           | リーグ戦         | リーグ戦         | リーグ杯         | リーグ杯         | オープン杯       | オープン杯       | 期間通算         | 期間通算         |
| 年度             | クラブ           | 背番号           | リーグ           | 出場             | 得点             | 出場             | 得点             | 出場             | 得点             | 出場             | 得点             |
| 日本             | 日本             | 日本             | 日本             | リーグ戦         | リーグ戦         | リーグ杯         | リーグ杯         | 天皇杯           | 天皇杯           | 期間通算         | 期間通算         |
| ---------------- | ---------------- | ---------------- | ---------------- | ---------------- | ---------------- | ---------------- | ---------------- | ---------------- | ---------------- | ---------------- | ---------------- |
| 2025             | 山口             | 27               | J2               |                  |                  |                  |                  |                  |                  |                  |                  |
| 通算             | 日本             | 日本             | J2               |                  |                  |                  |                  |                  |                  |                  |                  |
| 総通算           |                  |                  |                  |                  |                  |                  |                  |                  |                  |                  |                  |

- 2024年は特別指定選手（背番号42、公式戦出場なし）
- 公式戦初出場 - 2025年3月26日 ルヴァンカップ1回戦 vs大分トリニータ（クラサスドーム大分）
- 公式戦初得点 - 2025年4月9日 ルヴァンカップ2回戦 vs鹿島アントラーズ（維新みらいふスタジアム）
- Jリーグ初出場 - 2025年4月13日 J2第9節 vsカターレ富山（富山県総合運動公園陸上競技場）